# Thomas Weber (Publizist)
Thomas Weber (* 1963) ist ein freier deutscher Publizist.

## Berufliche Laufbahn
Weber studierte Germanistik, Philosophie und Theater-, Film- und Fernsehwissenschaften an der Universität Frankfurt am Main. Danach arbeitete er als freier Publizist für verschiedene Zeitungen und Zeitschriften sowie als Dozent für Deutsch als Fremdsprache in der Erwachsenenbildung. Er promovierte 1992 mit einer Arbeit über deutsche Fernsehkrimis mit dem Titel Die unterhaltsame Aufklärung bei Burkhardt Lindner. Im gleichen Jahr war er Mitbegründer des medien- und kulturwissenschaftlich ausgerichteten AVINUS-Verlag, den er von 2000 bis 2010 als Geschäftsführer leitete. Von 1993 bis 1998 arbeitete er als DAAD-Lektor an der Groupe HEC und anschließend bis 2006 als wissenschaftlicher Mitarbeiter an der Humboldt-Universität in Berlin. Hier habilitierte er sich 2006 in Kultur- und Medienwissenschaft mit der Arbeit „Medialität als Grenzerfahrung. (...)“. Von 2008 bis 2010 war er am IFK Bonn als Lehrkraft für besondere Aufgaben tätig, in 2009 zudem als Senior Fellow am GCSC Gießen und danach als wissenschaftlicher Mitarbeiter im DFG Forschungsprojekt „Geschichte des dokumentarischen Film in Deutschland 1945 – 2005“ am Haus des Dokumentarfilms (Stuttgart/SWR).
2011 erhielt er einen Ruf der Universität Hamburg für den Lehrstuhl Medienwissenschaft mit den Schwerpunkten Film und Fernsehen an das Institut für Medien und Kommunikation (IMK), das er von 2012 bis 2013 zunächst stellvertretend und von 2013 bis 2015 als Geschäftsführender Direktor leitete. Seine Professur vertritt Medienwissenschaft als geistes- und kulturwissenschaftliche Disziplin (Mediengeschichte, -ästhetik  und -theorie).
Zu seinen Themenschwerpunkten gehören das Europäische Kino (mit Schwerpunkt Frankreich und Deutschland), Mediale Erinnerungskulturen, Mediale Transformationskulturen (unter anderem auch neuere Fernsehentwicklungen, zum Beispiel des Reality-TV), Kultur- und Mediengeschichte, Theorien des dokumentarischen Films, Medientheorien und insbesondere der Ansatz der Mediologie. Weber ist Mitglied verschiedener Fachgesellschaften und Organisationen wie z. B. der Deutschen Gesellschaft für Publizistik und Kommunikation (DGPuK), des Direktoriums des Research Center for the Study of Media (RCMC) der Universität Hamburg, AD REM (in Frankreich), des Stiftungsrat der Schleswig-Holsteinschen Cinémathèque (SHC, Lübeck), des AVINUS e. V. und von Cinegraph e. V. Hamburg sowie insbesondere der NECS und der Gesellschaft für Medienwissenschaft (GfM) und innerhalb der GfM der AG Filmwissenschaft, der AG Fernseh-Geschichte/Television Studies und der AG Medienphilosophie. In diesen Organisationen übernahm er mehrfach ehrenamtlich verschiedene Ämter und Leitungsfunktionen.

## Veröffentlichungen
- Der dramaturgische Blick. Potenziale und Modelle von Dramaturgie im Medienwandel. Berlin: AVINUS 2014 (Hrsg. zusammen mit Christa Hasche und Eleonore Kalisch)
- Mediale Transformationen des Holocausts. Berlin: AVINUS 2013 (Hrsg. zusammen mit Ursula von Keitz)
- Bernhard Lahire: Doppelleben – Schriftsteller zwischen Beruf und Berufung. Berlin: AVINUS 2011 (Hg. zsm. mit Michael Tillmann)
- Mediologie als Methode. Berlin: AVINUS 2008 (Hrsg. zusammen mit Birgit Mersmann)
- Medialität als Grenzerfahrung. Futurische Medien im Kino der 80er und 90er Jahre. Bielefeld: transcript 2008
- Alexis de Tocqueville: Das Elend der Armut. Über den Pauperismus. Berlin: AVINUS 2007 (Hrsg. zusammen mit Michael Tillmann und Manfred Füllsack)
- Mémoire & Médias. Paris: Éditions AVINUS 2001 (Hrsg. zusammen mit Louise Merzeau)
- Wegweiser durch die französische Medienlandschaft. Marburg: Schüren 2001 (Hrsg. zusammen mit Stefan Woltersdorff)
- Régis Debray: Jenseits der Bilder. Eine Geschichte der Bildbetrachtung im Abendland. Rodenbach: AVINUS 1999 (Hrsg.)
- Die unterhaltsame Aufklärung. Ideologiekritische Interpretationen von Kriminalfernsehserien des westdeutschen Fernsehens. Bielefeld: Aisthesis 1992